# Provincie Sado

Mapa japonských provincií se zvýrazněnou provincií Sado

Provincie Sado (japonsky: 佐渡国; Sado no kuni) byla stará japonská provincie, na jejímž území se dnes rozkládá část prefektury Niigata. Provincie zabírala celé území pátého největšího japonského ostrova Sado, který leží v Japonském moři 35 km od pobřeží prefektury Niigata (dříve provincie Ečigo).
Sado bylo samostatnou provincií od období Nara (8. století) až do období Meidži (2. pol. 19. století). Od poloviny 12. století do 16. století bylo Sado, jakožto jedna z nejodlehlejších oblastí Japonska, využíváno jako místo vyhnanství pro politicky nepohodlné osoby (císař Džuntoku, mnich Ničiren ap.) Během období Kamakura získal vládu nad provincií klan Honma z Honšú a ovládal Sado až do roku 1589, kdy ostrov ovládl Kagekacu Uesugi z provincie Ečigo. Během období Edo se na ostrově začalo těžit zlato a stříbro a provincie se dostala pod přímou vládu Tokugawského šógunátu.
Dnes tvoří celá bývalá provincie (tedy celý ostrov) město Sado.